# Graphium almansor
Graphium almansor är en fjärilsart som först beskrevs av Eduard Honrath 1884.  Graphium almansor ingår i släktet Graphium och familjen riddarfjärilar.
Artens utbredningsområde är Tanzania. Inga underarter finns listade i Catalogue of Life.

## Bildgalleri

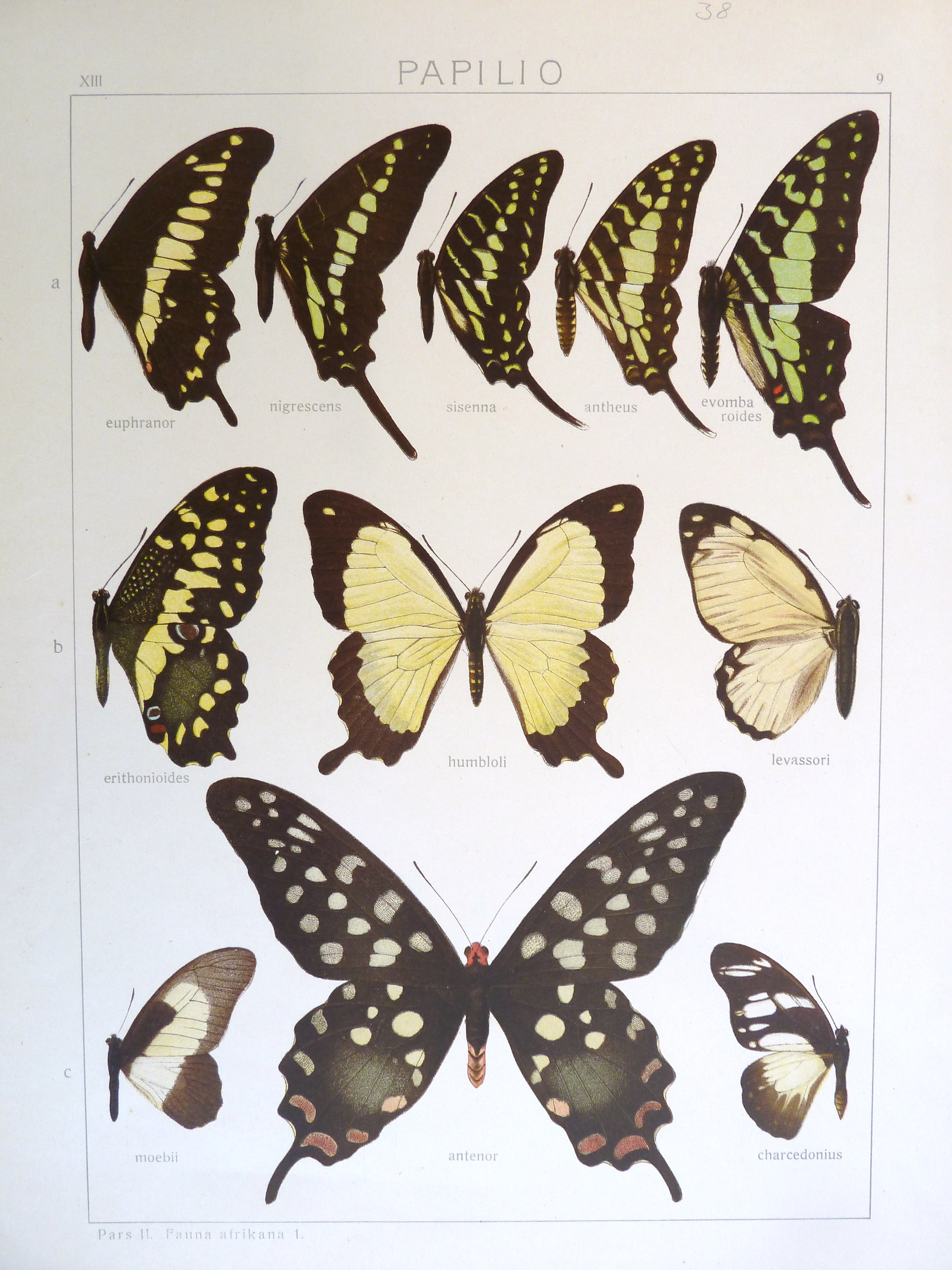